# 김대완
김대완(1967년 ~)은 대한민국의 가수다.

## 방송
- 스타킹 (2014)
- 내일은 국민가수 (2021) - Top111

## 음반
- 김대완 (편히잊을수있게) (2014)
- 김대완 (민군) (2014)